# مرسی (شخصیت اورواچ)
مِرسی (به انگلیسی: Mercy) یک شخصیت قابل بازی در بازی ویدئویی اورواچ ساخته بلیزارد انترتینمنت است. در جهان خیالی بازی، مرسی یک دکتر سوئیسی به اسم آنجلا زیگلر (به انگلیسی: Angela Ziegler) است که پشتیبانی پزشکی تیم اورواچ را انجام می‌دهد. در گیم پلی، او در کلاس پشتیبانی قرار می‌گیرد که می‌تواند هم‌تیمی‌هایش را شفا داده و قدرت آسیب را افرایش دهد و هم تیمی‌های مرده را زنده کند. مرسی یکی از محبوب‌ترین شخصیت‌های بازی است که در طول بتا، توسط بازیکنان به پر انتخاب شده‌ترین شخصیت پشتیبان بدل شد. توانایی زنده کردن مرسی مورد انتقاد بسیاری قرار گرفت به طوری که باعث بازطراحی توانایی اش شد و بلیزارد تلاش زیادی کرد تا او را بیشتر به یک قهرمان قابل بازی تبدیل کند. لوسی پول صداپیشه مرسی است.

## گیم پلی
در اورواچ، مرسی در کلاس پشتیبان طبقه‌بندی می‌شود. مرسی مجهز به «عصای چاوش» و «کادوکئوس بلستر» است. عصای چاووش او دارای دو حالت شلیک است: آتش اول هم تیمی را شفا می‌دهد و باید به آن متصل شود. آتش ثانویه نوعی افزایش دهنده آسیب هم تیمی است. مرسی یک تپانچه کوچک به اسم Caduceus Blaster دارد که می‌تواند از فاصله نزدیک آسیب برساند، اما از فاصله دور ضعیف است. اگر بازیکن مرسی فقط با اسلحه خود شلیک کند و به شفا رساندن هم تیمی خود نپردازد، Battle Mercy نام می‌گیرد که بسیاری از بازیکنان این موضوع را مورد تمسخر قرار می‌دهند.
توانایی‌های دیگر مرسی «فرشته نگهبان» و «نزول فرشته ای» است. مرسی می‌تواند از توانایی فرشته نگهبان برای پرواز مستقیم به سمت یک هم تیمی استفاده کند یا به سرعت فرار کند یا نزدیک یک هم تیمی شود. مرسی همچنین می‌تواند از توانایی Angelic Descent برای کاهش سرعت سقوط خود استفاده کند. توانایی «رستاخیز» مرسی به او اجازه می‌دهد تا هم تیمی تازه درگذشته را زنده کند. این توانایی ریسک بالایی دارد و مرسی را برای چند ثانیه در معرض آسیب رساندن قرار می‌دهد و ۳۲ ثانیه کول دون دارد. توانایی Ultimate او «والکری» است که به مرسی امکان پرواز در تمام جهت‌ها را برای پانزده ثانیه می‌دهد. همزمان با فعال شدن Ultimate مرسی، نوار سلامتی او ترمیم می‌شود و دامنه اسلحه اش افزایش و و مهمات او بی‌نهایت می‌شود.

## پس زمینه داستانی
در دنیای خیالی اورواچ، نام واقعی مرسی «آنجلا زیگلر» با ۳۷ سال سن است و پایگاه عملیاتی وی در زوریخ سوئیس ذکر شده‌است. بیوگرافی مرسی او را به عنوان «یک درمانگر بی همتا، یک دانشمند درخشان و یک مدافع سرسخت صلح» توصیف می‌کند. در جهان بازی مرسی در مقام رئیس تحقیقات پزشکی حضور دارد که وابسته به اورواچ است، و به عنوان یک «پزشک میدانی» و «نیروی امدادی» با آنها فعالیت می‌کند. مرسی پس از به دست آوردن مقام رئیس یک بیمارستان برجسته در سوئیس، به این سمت‌ها در اورواچ صعود کرد، سپس موفقیت‌اش در زمینه زیست‌نانوفناوری باعث جلب توجه اورواچ شد. مرسی با شیوه‌های نظامیگری اورواچ مخالف بود اما از منابع آنها برای توسعه لباس سریع خود به اسم swift–response استفاده کرد. مرسی، علی‌رغم کمک‌های پزشکی، با مافوق خود و دیگران در اورواچ در تضاد بود. مرسی در بیوگرافی داستانی گنجی (یکی از قهرمانان بازی) نیز آمده، در یک سطر داستان آمده: «هانزو معتقد بود که او برادرش را کشته‌است، اما گنجی توسط اورواچ و مداخله دکتر آنجلا زیگلر نجات یافت.»
در دهمین شماره از کمیک اورواچ، مرسی در حال خواندن نامه ای، تلویحاً به قلم گنجی، دیده می‌شود.

## توسعه و طراحی
مرسی یکی از نخستین ۱۲ شخصیت اولیه اورواچ بود که در رویداد بلیزکان ۲۰۱۴ معرفی شد. در کانسپت آرت‌های اولیه بازی و قبل از طراحی نهایی، مرسی به عنوان یک مرد سیاه‌پوست با موهای سفید و بدنی ورزیده به تصویر کشده شده بود ولی لباس‌ها و توانایی‌ها مشابه نسخه کنونی مرسی است.
در طول ماه مه ۲۰۱۸، بلیزارد با بنیاد تحقیقات سرطان پستان همکاری کرد و اسکین پولی «Pink Mercy» را منتشر کرد. همه درآمد از این اسکین به خیریه حمایت از آگاهی از سرطان پستان داده شد. بلیزارد گزارش داد که بیش از ۱۲٫۷ میلیون دلار آمریکا جمع‌آوری کرده‌است.

## بازتاب‌ها

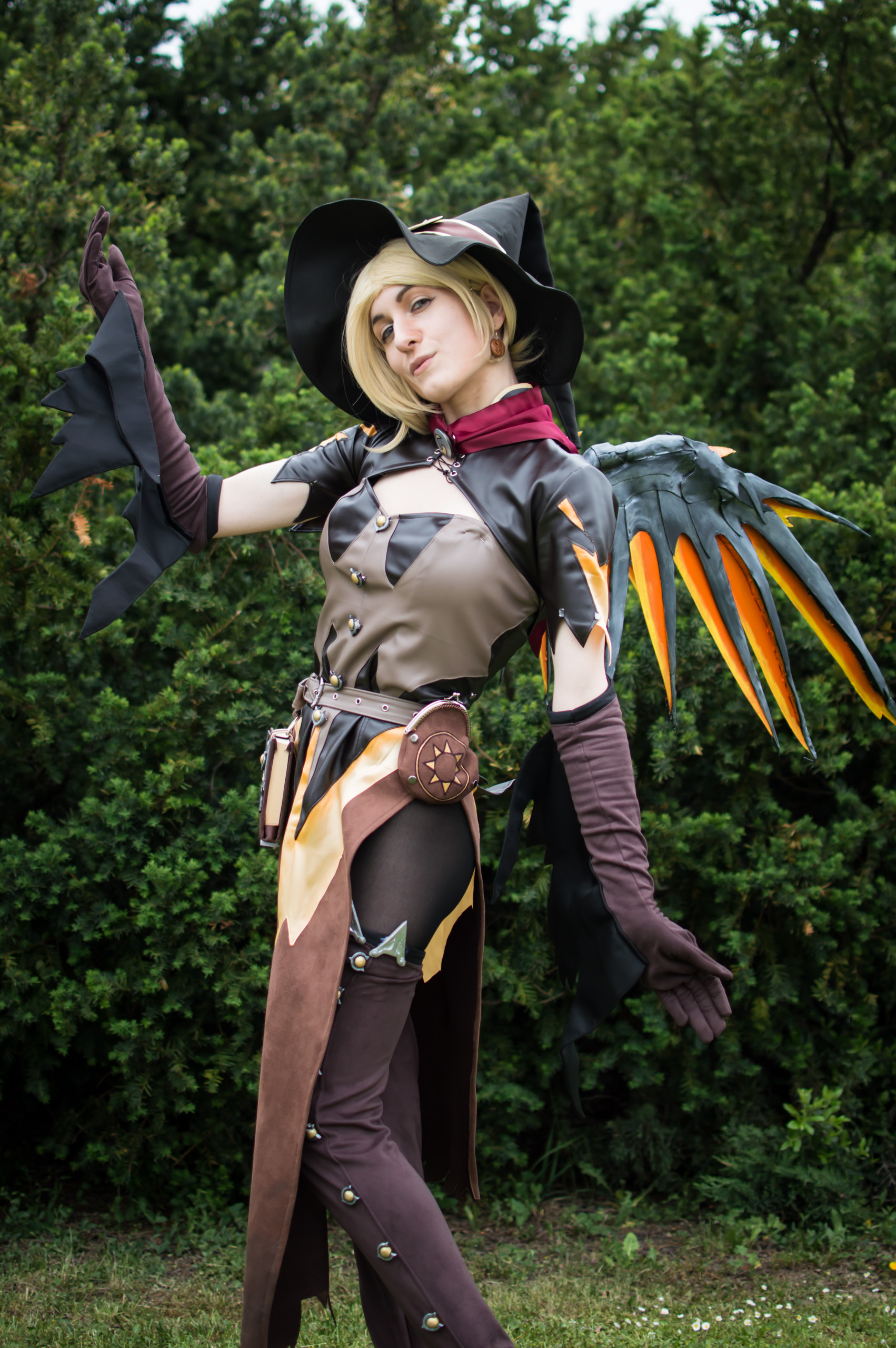
کازپلی اسکین «جادوگر» مرسی

مرسی یکی از شخصیت‌هایی است که بیشترین انتخاب توسط بازیکنان را دارد. در زمان بتا عمومی بازی، او بیشترین هیرو انتخاب شده در کلاس پشتیبانی بود. اسکین Mercy's Witch با مضمون هالووین به گفته سایت پولیکان محبوبیت فوق‌العاده ای در بین بازیکنان مرسی دارد.
در ویس لاین‌هایی که در اوایل سال ۲۰۱۷ اضافه شد، به رابطه بین مرسی و گنجی اشاره می‌کند. استقبال از این ویس لاین‌ها در میان طرفداران متفاوت بود. طرفداران یک زوج به نام Gency برای رابطه احتمالی این دو نفر ساخته‌اند.